# サラトガ・スプリングス駅
サラトガ・スプリングス駅（英語：Saratoga Springs Station）は、ニューヨーク州サラトガスプリングス ステーション・レーン26にある駅。 全米各地を結ぶ旅客鉄道のアムトラックが乗り入れている。

## 概要
当駅は1956年にデラウェア・アンド・ハドソン鉄道（D＆H）の駅として開業した。大規模な改装工事を経て2004年3月15日にリニューアルオープンした。570万ドルの費用のうち連邦政府の補助金470万ドルは下院議員ジョン・スウィーニーと彼の前任者、ジェラルド・B・H・ソロモンにより確保された。残りの費用は、ニューヨーク州運輸省、カナダ太平洋鉄道、サラトガスプリングス市、キャピタル・ディストリクト交通局 (CDTA)が負担した。

## 利用可能な鉄道路線／列車
アムトラックの停車する列車は下記の通り。
モントリオールとニューヨーク間の昼行国際列車アディロンダック…1日1往復停車
ラトランドとニューヨーク間の昼行中距離列車イーサン・アレン・エクスプレス号… 1日1往復停車

## バス
当駅から乗車できるバスは以下の通り。
市内交通は、キャピタル・ディストリクト交通局 (CDTA)が担っている。